# T̨
Cette page contient des caractères spéciaux ou non latins. S’ils s’affichent mal (▯, ?, etc.), consultez la page d’aide Unicode.
T̨ (minuscule : t̨), appelé t ogonek, est un graphème utilisé comme lettre latine additionnelle dans l’étude du vieux norrois. Il est formé de la lettre T diacritée d’un ogonek. 

## Utilisation
Le t̨ a été utilisé en vieux norrois, par exemple dans Sigrdrífumál, GSK 2365 4o.

## Représentations informatiques
Le t ogonek peut être représenté avec les caractères Unicode suivants :
- décomposé (latin de base, diacritiques) :

| Formes    | Représentations | Chaînes de caractères | Points de code | Descriptions                                 |
| --------- | --------------- | --------------------- | -------------- | -------------------------------------------- |
| majuscule | T̨               | T◌̨                    | U+0054 U+0328  | lettre majuscule latine t diacritique ogonek |
| minuscule | t̨               | t◌̨                    | U+0074 U+0328  | lettre minuscule latine t diacritique ogonek |